# U 39 (U-Boot, 1915)
U 39 war ein Unterseeboot der deutschen Kaiserlichen Marine, das im Ersten Weltkrieg mit 151 versenkten Handelsschiffen mit einer Gesamttonnage von 398.564 BRT nach U 35 das erfolgreichste Unterseeboot des Ersten Weltkrieges war.

## Bau und Indienststellung
Das bei der Germaniawerft in Kiel am 26. September 1914 vom Stapel gelaufene Unterseeboot U 39 war ein sogenanntes Zweihüllenboot, welches als Hochseeboot in einem Amtsentwurf konzipiert wurde. Es gehörte zum letzten Friedensauftrag der Kaiserlichen Marine vom 12. Juni 1912, der die U-Boote U 37 bis U 41 umfasste und Nachbauten des mit U 31 eingeführten Typs forderte. Die Entwürfe U 31 bis U 41 kamen von der Germaniawerft in Kiel. Maßgeblich verantwortlich für die Entwicklung dieses Typs war der Ingenieur Hans Techel. Die Kiellegung des Bootes mit der Baunummer 199 war am 27. März 1913 erfolgt. Es wurde am 13. Januar 1915 unter dem Kommando von Kapitänleutnant Walter Forstmann in Dienst gestellt. andere Quellen nennen Hans Kratzsch als Indienststellungskommandanten.

## Technik
Das Boot war 64,7 m lang und 6,32 m breit und hatte einen Tiefgang von 3,56 m sowie eine Verdrängung von 685 Tonnen über und 878 Tonnen unter Wasser. Die Besatzung bestand aus 35 Mann, darunter vier Offiziere. Die Maschinen für die Überwasserfahrt waren zwei Sechs-Zylinder-Viertakt-Dieselmotoren, die bei der Germaniawerft gebaut wurden und zusammen eine Leistung von 1.361 kW (1.850 PS) hatten. Zur Unterwasserfahrt kamen zwei SSW-Doppel-Modyn-Elektromotoren mit zusammen 880 kW (1.200 PS) zum Einsatz. Damit waren Geschwindigkeiten von 16,4 kn über Wasser bzw. 9,7 kn unter Wasser möglich. Der Aktionsradius betrug bis zu 8790 NM bei Überwasserfahrt. Bei getauchter Fahrt mit 5 kn Marschgeschwindigkeit wurden 80 NM erreicht. Die maximale Tauchtiefe betrug 50 Meter. Die sechs mitgeführten Torpedos konnten über zwei Bug- und zwei Heckrohre verschossen werden. Ebenso war ein 8,8-cm-Schnellfeuergeschütze installiert, welches ab 1916/17 durch eines mit 10,5-cm-Kaliber ersetzt wurde.

## Einsätze und Verbleib

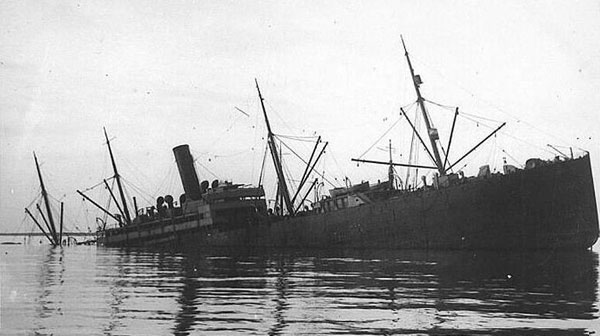
Die torpedierte und auf Strand gesetzte Norseman

U 39 führte insgesamt 22 Feindfahrten durch bei denen 151 Handelsschiffe der Entente und neutraler Staaten mit einer Gesamttonnage von 398.564 BRT versenkt wurden. Nach anderen Quellen waren es 153 Handelsschiffe mit einer Gesamttonnage von 405.035 BRT sowie ein Kriegsschiff mit 1.290 Tonnen und sieben beschädigten Schiffen mit 30.552 BRT. Ein Schiff mit 798 BRT wurde als Prise aufgebracht. Mit dieser Versenkungsbilanz zählt U 39 militärisch gesehen nach U 35 zu den erfolgreichsten Unterseebooten des Ersten Weltkrieges.
Das Boot begann seinen Dienst bei der II. U-Boot-Flottille, ehe es im September 1915 in das Mittelmeer zur U-Flottille Pola verlegte. U 39 führte zahlreiche Feindfahrten im östlichen Nordatlantik, beziehungsweise in der Nordsee, und ab August 1915 im Mittelmeer durch.
Die erste Versenkung erfolgte am 1. Mai 1915, als U 39 in der Nordsee den norwegischen Frachter Balduin mit einer Holzladung nach England versenkte. Am 10. Mai 1915 beschlagnahmte der Kommandant den kleinen dänischen Dampfer Olga (1911, 798 BRT) als Prise, der aber später an den dänischen Eigner zurückgegeben wurde. Am 3. Juli 1915 erfolgte die 22. und letzte Versenkung vor der Verlegung zur U-Flottille Pola ins Mittelmeer mit dem Dampfer Renfrew (1898, 3488 BRT). Am folgenden Tag beschädigte U 39 mit der Anglo-Californian (1912, 7333 BRT) das bislang größte angegriffene Schiff. Der mit Pferden beladene, unbewaffnete Frachter konnte dem Angriff nach Queenstown entkommen. An Bord der Anglo-Californian starben 21 Mann. Der auch gefallene Kapitän, Frederick Daniel Parslow, wurde als erster britischer Handelsschiffskapitän und Zivilist postum mit dem Victoria-Kreuz geehrt. Sein Sohn, der das Schiff schließlich einbrachte, wurde ebenfalls ausgezeichnet.
Das größte von U 39 versenkte Schiff war mit 9542 BRT die am 22. Januar 1916 vor Saloniki torpedierte Norseman der Dominion Line, die noch auf Strand gesetzt werden konnte. Sie transportierte Maultiere und Munition nach Saloniki, konnte aber weder abgebracht noch repariert werden. Das seit 1900 britische Schiff war 1897 für die HAPAG als Brasilia gebaut worden.

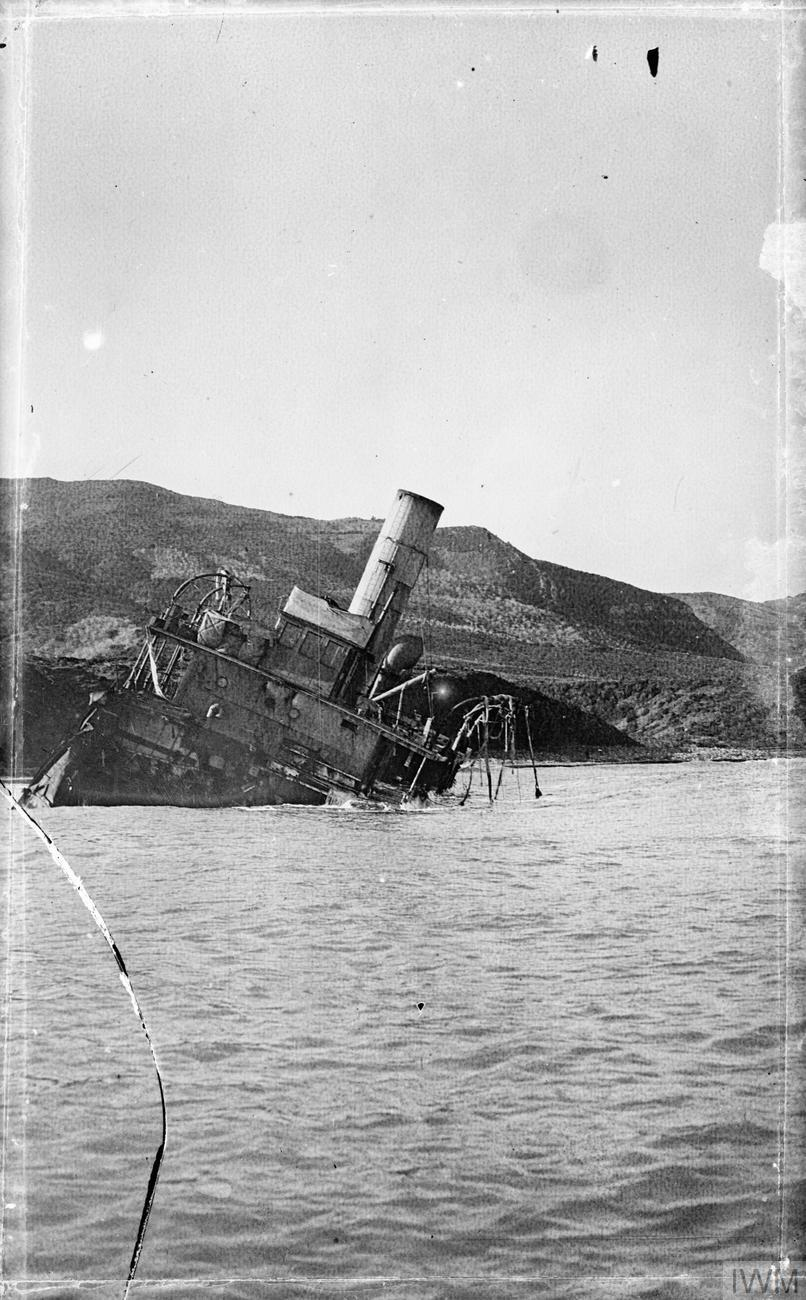
Das Wrack der torpedierten Candytuft

Am 25. Januar 1917 versenkte U 39 den französischen Truppentransporter Amiral Margon (1904, 5566 BRT), der sich mit 900 Soldaten an Bord auf dem Weg nach Saloniki befand, südwestlich der Peloponnes. 211 Mann ertranken, 809 Mann konnten von den französischen Begleitschiffen gerettet werden. 15. Februar 1917 wurde dann der italienische Truppentransporter Minas (1891, 2854 BRT) vor Kap Matapan versenkt, mit dem 870 Mann ertranken.
Die Mehrzahl der Versenkungen erzielte die Besatzung von U 39 unter dem Kommando von Walter Forstmann, der dafür mit dem Pour le Mérite ausgezeichnet wurde. Unter dem im Oktober 1917 folgenden Kommandanten Metzger wurden noch sechs Schiffe versenkt, darunter mit der britischen Sloop Candytuft der Flower-Klasse erstmals ein Kriegsschiff, die am 18. November 1917 vor Bougie torpediert wurde. Neun Mann starben beim Untergang des als U-Boot-Falle operierenden britischen Bootes.
Die Einsätze von U 39 dienten auch der Unterstützung der aufständischen Sanūsīya in Libyen. Im Dezember 1915 nahm U 39 das als Transport-U-Boot eingesetzte UC 12 in Schlepp und brachte es sicher vor die nordafrikanische Küste. Im Juli 1916 wurde eine kleine deutsch-türkische Landungsgruppe unter dem Kommando von Oberleutnant Paul Freiherr von Todenwarth nach Nordafrika gebracht. Eine weitere Afrikafahrt mit Nachschubgütern folgte im Oktober 1916. Auf dem Rückweg wurde der Leichnam von Otto-Felix Mannesmann nach Cattaro überführt.
Am 27. April 1918 startete U 39 von Pola aus eine Operation im westlichen Mittelmeer. Als Beobachter an Bord war auch der spätere Admiral der Kriegsmarine Otto Feige. Am 17. Mai 1918 griff U 39 gemeinsam mit UB 50 einen Geleitzug nördlich von Oran an. Dabei wurde der britische Frachter Sculptor versenkt. Am folgenden Tag wurde U 39 von zwei französischen Wasserflugzeugen angegriffen. Heinrich Metzger ließ abtauchen, doch zwei abgeworfene Wasserbomben explodierten so nahe am U-Boot, dass es zu schweren Schäden kam. Metzger ordnete daher einen Kurs auf den nächstgelegenen spanischen Hafen, Cartagena, an. Ein weiterer Angriff von Flugzeugen konnte durch das Deckgeschütz und Maschinengewehre abgewehrt werden. Allerdings gingen dabei zwei Besatzungsmitglieder des U-Bootes über Bord. Am Abend des 18. Mai 1918 erreichte U 39 den Hafen von Cartagena und wurde bis zum Kriegsende in Spanien interniert. Die Toten ruhen auf dem Soldatenfriedhof Cuacos de Yuste.
Nach der deutschen Niederlage wurde U 39 am 22. März 1919 an Frankreich ausgeliefert und im Dezember 1923 in Toulon verschrottet.

## Bekannte Besatzungsmitglieder

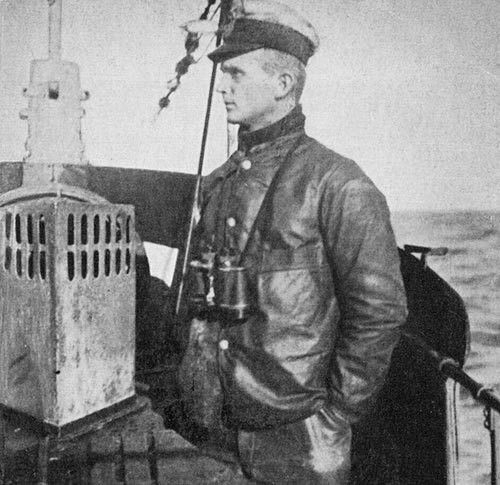
Karl Dönitz als Offizier auf U 39

Im ersten Halbjahr 1917 fuhr der spätere Theologe und Widerstandskämpfer Martin Niemöller als Steuermann auf U 39. Im gleichen Jahr befand sich auch der spätere Großadmiral Karl Dönitz als Wachoffizier an Bord. Auf U 39 nahm Dönitz unter den Kommandanten Walther Forstmann und Heinrich Metzger insgesamt an fünf Feindfahrten teil, bis er im Dezember 1917 von Bord ging, um sich auf ein eigenes Kommando vorzubereiten.

## Kommandanten
| Dienstgrad           | Name             | von              | bis              |
| -------------------- | ---------------- | ---------------- | ---------------- |
| Kapitänleutnant      | Hans Kratzsch    | 13. Januar 1915  | 9. Februar 1915  |
| Kapitänleutnant      | Walter Forstmann | 11. Februar 1915 | 14. Oktober 1917 |
| Oberleutnant zur See | Heinrich Metzger | 15. Oktober 1917 | 18. Mai 1918     |

## Liste der vonU 39versenkten Schiffe (Auswahl)
Die folgende Liste enthält Schiffe mit einer Tonnage von mehr als 1000 Bruttoregistertonnen, die von U 39 versenkt wurden:
| Datum      | Schiffsname         | BRT       | Nationalität           | Seegebiet, Ladung, Opfer                                                               |
| ---------- | ------------------- | --------- | ---------------------- | -------------------------------------------------------------------------------------- |
| 1.05.1915  | Balduin             | 1059      | Norwegen               | Nordsee 56°58´N, 03°15´O                                                               |
| 29.06.1915 | Cambuskenneth       | 1924      | Norwegen               | Vollschiff, südwestlich Galley Head, Weizenladung                                      |
| 30.06.1915 | Lomas               | 3048      | Vereinigtes Königreich | westlich Bishop Rock, Maisladung, 1 Toter                                              |
| 1.07.1915  | Caucasian           | 4656      | Vereinigtes Königreich | Tanker, südlich Lizard                                                                 |
| 1.07.1915  | Craigard            | 3286      | Vereinigtes Königreich | südwestlich Wolf Rock, Baumwolle                                                       |
| 1.07.1915  | Gadsby              | 3497      | Vereinigtes Königreich | südwestlich Wolf Rock, Weizenladung                                                    |
| 1.07.1915  | Inglemoor           | 4331      | Vereinigtes Königreich | südwestlich Lizard, Kohle und Stückgut                                                 |
| 1.07.1915  | Richmond            | 3214      | Vereinigtes Königreich | südwestlich Wolf Rock                                                                  |
| 2.07.1915  | Boduognat           | 1411      | Belgien                | vor Ushant, 49°11´N, 05°36´W                                                           |
| 3.07.1915  | Fiery Cross         | 1448      | Norwegen               | Bark, südwestlich Scilly                                                               |
| 3.07.1915  | Larchmore           | 4355      | Vereinigtes Königreich | südwestlich Wolf Rock, Kohlenladung, 1 Toter                                           |
| 3.07.1915  | Renfrew             | 3488      | Vereinigtes Königreich | südwestlich Wolf Rock, in Ballast                                                      |
| 9.09.1915  | Cornubia            | 1736      | Vereinigtes Königreich | im Mittelmeer, 36°46´N, 00°15´O                                                        |
| 9.09.1915  | L’Aude              | 2232      | Frankreich             | vor Oran, in Ballast                                                                   |
| 9.09.1915  | Ville De Mostaganem | 2648      | Frankreich             | vor Mostaganem                                                                         |
| 28.09.1915 | H. C. Henry         | 4219      | Kanada                 | Tanker, vor Kap Matapan                                                                |
| 29.09.1915 | Haydn               | 3923      | Vereinigtes Königreich | vor Kreta, Gerste                                                                      |
| 30.09.1915 | Cirene              | 3236      | Italien                | vor Kreta,                                                                             |
| 2.10.1915  | Sailor Prince       | 3144      | Vereinigtes Königreich | vor Kreta,                                                                             |
| 7.10.1915  | Halizones           | 5093      | Vereinigtes Königreich | vor Kreta,                                                                             |
| 8.10.1915  | Thorpwood           | 3184      | Vereinigtes Königreich | südlich Kreta, Kohlenladung                                                            |
| 9.10.1915  | Apollo              | 3774      | Vereinigtes Königreich | südlich Kreta, Kohlenladung                                                            |
| 30.11.1915 | Middleton           | 2506      | Vereinigtes Königreich | südlich Kreta,                                                                         |
| 3.12.1915  | Helmsmuir           | 4111      | Vereinigtes Königreich | südlich Kreta, Zucker                                                                  |
| 6.12.1915  | L. G. Goulandris    | 2123      | Griechenland           | nordwestlich Alexandria                                                                |
| 7.12.1915  | Veria               | 3229      | Vereinigtes Königreich | nordwestlich Alexandria, in Ballast                                                    |
| 9.12.1915  | Busiris             | 2705      | Vereinigtes Königreich | nordwestlich Alexandria, Stückgut                                                      |
| 9.12.1915  | Orteric             | 6535      | Vereinigtes Königreich | nahe der libyschen Küste, Dünger                                                       |
| 10.12.1915 | Porto Said          | 5301      | Italien                | vor Derna                                                                              |
| 22.01.1916 | Norseman            | 9542      | Vereinigtes Königreich | vor Saloniki                                                                           |
| 31.03.1916 | Egeo                | 1787      | Italien                | Golf von Tarent                                                                        |
| 31.03.1916 | Riposto             | 1003      | Italien                | Golf von Tarent                                                                        |
| 2.04.1916  | Simla               | 5884      | Vereinigtes Königreich | Südlich Sizilien, in Ballast, 10 Tote                                                  |
| 3.04.1916  | Clan Campbell       | 5897      | Vereinigtes Königreich | vor Kap Bon                                                                            |
| 6.04.1916  | Stjerneborg         | 1592      | Dänemark               | südlich Sardinien, Kohlen                                                              |
| 9.04.1916  | Caledonia           | 1815      | Dänemark               | nahe Toulon, Kohlen                                                                    |
| 13.04.1916 | Lipari              | 1539      | Italien                | vor Kalabrien, 1910 in Rostock gebaut                                                  |
| 21.05.1916 | Birmania            | 2384      | Italien                | westlich Sizilien                                                                      |
| 23.05.1916 | Washington          | 2819      | Italien                | vor Genua                                                                              |
| 24.05.1916 | Aurrera             | 2845      | Spanien                | vor Korsika, Kohlen                                                                    |
| 25.05.1916 | Fratelli Bandiera   | 3506      | Italien                | südlich Hyères, Mehl                                                                   |
| 27.05.1916 | Mar Terso           | 3778      | Italien                | nahe Balearen, Kohlen                                                                  |
| 27.05.1916 | Trunkby             | 2635      | Vereinigtes Königreich | nahe Balearen, Kohlen                                                                  |
| 28.05.1916 | Lady Ninian         | 4297      | Vereinigtes Königreich | nordöstlich Algier                                                                     |
| 29.05.1916 | Baron Vernon        | 1779      | Vereinigtes Königreich | nordöstlich Algier, in Ballast                                                         |
| 29.05.1916 | Elmgrove            | 3018      | Vereinigtes Königreich | nordöstlich Algier, in Ballast                                                         |
| 29.05.1916 | Southgarth          | 2414      | Vereinigtes Königreich | nordöstlich Algier, in Ballast                                                         |
| 30.05.1916 | Baron Tweedmouth    | 5007      | Vereinigtes Königreich | östlich Algier, Kohlen                                                                 |
| 30.05.1916 | Dalegarth           | 2265      | Vereinigtes Königreich | östlich Algier,                                                                        |
| 30.05.1916 | Hermesberg          | 2884      | Italien                | vor Bougie                                                                             |
| 30.05.1916 | Rauma               | 3047      | Norwegen               | östlich Algier, Kohlen                                                                 |
| 1.06.1916  | Dewsland            | 1993      | Vereinigtes Königreich | östlich Algier,                                                                        |
| 1.06.1916  | Salmonpool          | 4905      | Vereinigtes Königreich | östlich Algier, in Ballast                                                             |
| 13.07.1916 | Silverton           | 2682      | Vereinigtes Königreich | vor Tunesien, Kohlen                                                                   |
| 14.07.1916 | Antigua             | 2876      | Vereinigtes Königreich | vor Algerien, Eisenerz                                                                 |
| 14.07.1916 | Ecclesia            | 3714      | Vereinigtes Königreich | vor Algerien, Kohlen                                                                   |
| 15.07.1916 | Sylvie              | 1354      | Vereinigtes Königreich | vor Algerien, in Ballast                                                               |
| 16.07.1916 | Euphorbia           | 3837      | Vereinigtes Königreich | vor Algier, Stückgut, 11 Tote                                                          |
| 16.07.1916 | Sirra               | 3203      | Italien                | vor Algier,                                                                            |
| 16.07.1916 | Wiltonhall          | 3387      | Vereinigtes Königreich | nordöstlich Algier, Stückgut                                                           |
| 17.07.1916 | Angelo              | 3609      | Italien                | nordöstlich Algier                                                                     |
| 17.07.1916 | Rosemoor            | 4303      | Vereinigtes Königreich | nordöstlich Algier, in Ballast                                                         |
| 18.07.1916 | Llongwen            | 4683      | Vereinigtes Königreich | nordöstlich Algier, 14 Tote                                                            |
| 20.07.1916 | Grangemoor          | 3198      | Vereinigtes Königreich | nordwestlich Algier, in Ballast                                                        |
| 20.07.1916 | Karma               | 3710      | Vereinigtes Königreich | nordwestlich Algier, Kohlen                                                            |
| 20.07.1916 | Yzer                | 3538      | Vereinigtes Königreich | nordwestlich Algier, in Ballast, 1 Toter                                               |
| 21.07.1916 | Wolf                | 2443      | Vereinigtes Königreich | nordwestlich Algier, Kohlen                                                            |
| 22.07.1916 | Knutsford           | 3842      | Vereinigtes Königreich | nordöstlich Algier, Erze                                                               |
| 22.07.1916 | Olive               | 3678      | Vereinigtes Königreich | nordöstlich Algier, Heu                                                                |
| 23.07.1916 | Badminton           | 3847      | Vereinigtes Königreich | nordöstlich Algier, in Ballast                                                         |
| 29.07.1916 | Letimbro            | 2210      | Italien                | vor Benghazi                                                                           |
| 19.10.1916 | Penylan             | 3875      | Vereinigtes Königreich | vor algerischer Küste, Kohlen                                                          |
| 20.10.1916 | Mombassa            | 4689      | Vereinigtes Königreich | östlich Algier, Stückgut, 1 Toter                                                      |
| 22.10.1916 | Cluden              | 3166      | Vereinigtes Königreich | westlich Algier, Weizen, 4 Tote                                                        |
| 22.10.1916 | Nina                | 3383      | Italien                | westlich Algier,                                                                       |
| 22.10.1916 | W. Harkess          | 1185      | Vereinigtes Königreich | westlich Algier,                                                                       |
| 27.11.1916 | Margarita           | 1112      | Griechenland           | nordwestlich Alexandria                                                                |
| 27.11.1916 | Reapwell            | 3417      | Vereinigtes Königreich | nordwestlich Alexandria, Kohlen u. Stückgut                                            |
| 28.11.1916 | King Malcom         | 4351      | Vereinigtes Königreich | zwischen Alexandria u. Kreta, in Ballst                                                |
| 28.11.1916 | Moresby             | 1763      | Vereinigtes Königreich | nordwestlich Alexandria, Reis                                                          |
| 2.12.1916  | Istrar              | 4582      | Vereinigtes Königreich | nordwestlich Alexandria, Kohlen u. Stückgut, 1 Toter                                   |
| 3.12.1916  | Plata               | 1861      | Italien                | zwischen Alexandria u. Kreta                                                           |
| 9.01.1917  | Baynesk             | 3286      | Vereinigtes Königreich | nordwestlich Alexandria, Zucker, 7 Tote                                                |
| 15.01.1917 | Garfield            | 3838      | Vereinigtes Königreich | westlich Peloponnes, Kohlen                                                            |
| 28.01.1917 | Amiral Magon        | 5566      | Frankreich             | westlich Peloponnes, Truppen und Nachschub, 211 Tote                                   |
| 14.02.1917 | Torino              | 4159      | Italien                | westlich Peloponnes, Baumwolle, Mais                                                   |
| 15.02.1917 | Minas               | 2854      | Italien                | vor Kap Matapan, 870 Tote                                                              |
| 20.02.1917 | Rosalie             | 4237      | Vereinigtes Königreich | vor Djidjelli, Algerien, Munition, 21 Tote                                             |
| 21.02.1917 | Wathfield           | 3012      | Vereinigtes Königreich | vor Algerien, 18 Tote                                                                  |
| 23.02.1917 | Trojan Prince       | 3196      | Vereinigtes Königreich | westlich Algier, Stückgut, 2 Tote                                                      |
| 26.02.1917 | Burnby              | 3665      | Vereinigtes Königreich | vor Oran, Kohlen                                                                       |
| 8.06.1917  | Huntstrick          | 8151      | Vereinigtes Königreich | westlich Gibraltar, Truppen und Nachschub, 15 Tote                                     |
| 8.06.1917  | Isle Of Jura        | 3809      | Vereinigtes Königreich | westlich Gibraltar, Munition und Kohlen, 2 Tote                                        |
| 8.06.1917  | Valdieri            | 4637      | Italien                | westlich Gibraltar, Munition                                                           |
| 10.06.1917 | Petrolite           | 3710      | Vereinigte Staaten     | westlich Gibraltar, Tanker in Ballast, in Stettin gebaut                               |
| 19.06.1917 | Kyma                | 3420      | Griechenland           | vor Marokko                                                                            |
| 20.06.1917 | Eli Lindoe          | 1116      | Norwegen               | vor Marokko, in Ballast, neu                                                           |
| 22.06.1917 | Toro                | 1141      | Uruguay                | vor Marokko, Wolle                                                                     |
| 23.06.1917 | Isere               | 2159      | Frankreich             | westlich Gibraltar                                                                     |
| 29.07.1917 | Manchester Commerce | 4144      | Vereinigtes Königreich | westlich Gibraltar, Kohlen u. Nachschub, 1 Toter                                       |
| 30.07.1917 | Carlo               | 5572      | Italien                | vor Tanger, Kohlen                                                                     |
| 30.07.1917 | Ganges              | 4177      | Vereinigtes Königreich | westlich Gibraltar, Kohlen, 1 Toter                                                    |
| 31.07.1917 | Carolvore           | 1659      | Norwegen               | westlich Gibraltar, Früchte                                                            |
| 3.08.1917  | Halldor             | 2919      | Norwegen               | westlich Gibraltar, Kohlen                                                             |
| 5.08.1917  | Ryton               | 3991      | Vereinigtes Königreich | Bj. 1913, westlich Gibraltar, Eisenerz, rammt U 39 35°57´N 7°07´W                      |
| 27.09.1917 | Swan River          | 4724      | Vereinigtes Königreich | Bj. 1915, nordwestlich Oran, Ballast                                                   |
| 1.10.1917  | Mersario            | 3847      | Vereinigtes Königreich | westlich Gibraltar, Kohlen, 3 Tote                                                     |
| 1.10.1917  | Normanton           | 3862      | Vereinigtes Königreich | westlich Gibraltar, Ballast                                                            |
| 2.10.1917  | Almora              | 4385      | Vereinigtes Königreich | westlich Gibraltar, Kohlen                                                             |
| 2.10.1917  | Hikosan Maru        | 3555      | Japan                  | westlich Gibraltar, Kohlen                                                             |
| 2.10.1917  | Nuceria             | 4702      | Vereinigtes Königreich | westlich Gibraltar, Kohlen, 2 Tote                                                     |
| 18.11.1917 | Candytuft           | 1290 tons | Vereinigtes Königreich | vor Bougie, U-Falle, an Küste getrieben                                                |
| 21.11.1917 | Schuylkill          | 2720      | Vereinigte Staaten     | westlich Algier, Stückgut                                                              |
| 23.11.1917 | Markella            | 1124      | Griechenland           | vor Oran, Getreide                                                                     |
| 25.11.1917 | Karema              | 5263      | Vereinigtes Königreich | südspanische Küste, 3 Tote                                                             |
| 17.05.1918 | Sculptor            | 4874      | Vereinigtes Königreich | nordwestliche Oran, Nachschubtransporter, 7 Tote, bei Mers el Kebir auf Strand gesetzt |